# 자유당 (헝가리)
헝가리 자유당(헝가리어: Magyar Liberális Párt, MLP)은 헝가리의 자유주의 정당이다.

## 같이 보기
- 헝가리의 정당